# 孔布莱萨克
孔布莱萨克（法語：Comblessac）是法国伊勒-维莱讷省的一个市镇，属于勒东区（Redon）莫尔德布雷塔尼县（Maure-de-Bretagne）。该市镇总面积17.23平方公里，2009年时的人口为640人。

## 人口
孔布莱萨克人口变化图示